# قرن (ذي السفال)

تعديل مصدري - تعديل

قرن محلة تابعة لقرية الجامع، التابعة لعزلة الصفة بمديرية ذي السفال إحدى مديريات محافظة إب في الجمهورية اليمنية، بلغ تعداد سكانها 23 حسب تعداد اليمن لعام 2004.